# الدوري الفنزويلي الممتاز 1986–87
الدوري الفنزويلي الممتاز 1986–87 (بالإسبانية: Primera División Venezolana 1986/87)‏ هو الموسم 67 من الدوري الفنزويلي الممتاز. كان عدد الأندية المشاركة فيه 14، وفاز فيه C.S. Marítimo de La Guaira ‏.